# 함안면
함안면(咸安面)는 대한민국 경상남도 함안군의 면이다. 함안면은 함안군의 옛 읍치였으며, 지금의 함안면은 상리와 하리의 일부였다. 상리는 봉성리, 강명리, 파수리 지역으로 이후 상리면이 되었고, 하리는 북촌리, 대산리, 괴산리, 가야읍 검암리, 광정리, 말산리, 도항리의 일부였으나 뒤에 동지산과 성산을 가로질러 산내면과 산외면으로 분리되면서 여항산 내측인 북촌리, 대산리, 괴산리를 산내면이라 하였다. 1914년 3월 1일 행정구역 통폐합에 따라 상리면과 산내면을 병합하여 읍내면이 되었으며, 1918년 함안면으로 개칭되어 오늘에 이른다.

## 연혁
함안면은 원래 상리로서 지금으로부터 377년 전 정한강(술구)의 《함주지》 편찬 당시 속방이 8로서 남문내는 봉성 1구 봉성마을이며 율전촌은 봉성2구 중촌, 신교로서 서부에 위치하고 지금의 강지마을은 동부이며 중산마을은 강명리의 동부에 위치하고 중세에 와서 강명리로 개칭하였다. 월매지동은 봉성 2구로서 서남부산곡에 위치하고 향교동은 현재 향교의 소재지이며 지금으로부터 350년 전 덕암동이라 개칭하였으며 파수리촌은 파수리 미산마을의 하부에 위치하고 가동은 파수리의 최하단이다. 봉성2구 중부는 신기촌 또는 신교동이라 칭하였으며 원 향교동은 구교동이라 칭하고 봉성 2구 하서부는 남외동, 동부는 동외동으로 개칭하여 1913년 3월 1일에 산내외(북촌동 일부)를 상리면(봉성동 일대)에 병합하여 읍내면이라 칭하였다. 산내면은 《함주지》 편찬 당시 하리로서 속방이 13으로 산내, 산외의 2면으로 분리되어 오다가 1918년 함안면이라 개칭하였으며, 1988년 8월 1일에 봉성동과 북촌동이 봉성리, 북촌리로 개칭되었다.

## 행정 구역
- 봉성리(鳳城里)
- 북촌리(北村里)
- 파수리(巴水里)
- 강명리(康命里)
- 괴산리(槐山里)
- 대산리(大山里)

## 교육
- 함안초등학교
- 함성중학교

## 특산물
- 곶감
- 마늘

## 사업
- 조아제약 함안공장